# Carles-Orland de França
Carles-Orland de França (francès: Charles-Orland)  (Castell de Plessis-lez-Tours, 11 d'octubre de 1492 - castell d'Amboise, 16 de desembre de 1495) fou un delfí de França, títol portat pel fill gran del rei de França per designar l'hereu presumpte de la corona. Primer fill i hereu del rei Carles VIII de França i de la duquessa Anna de Bretanya, fou 'onzè «delfí del Vienès» des de l'entrada al domini reial de les senyories del delfí Humbert II del Vienès el 1349.
Batejat el 13 d'octubre, la seva padrina fou la reina de Sicília Joana de Laval, vídua del Renat d'Anjou, els seus padrins foren el duc Lluís d'Orleans (futur Lluís XII de França i el seu oncle Pere II de Borbó, senyor de Beaujeu. Aquests darrers s'oposaren als desigs dels pares i de la padrina de donar com a nom al príncep el d'«Orland» (forma afrancesada d'Orlando, Roland en italià), preferint els noms reials tradicionals com Carles, Lluís o Felip. Finalment es va trobar un compromís: el delfí fou anomenat en francès Charles-Orland i Orlandus Carolus en llatí.
Malgrat totes les proteccions establertes per protegir el seu únic hereu, el delfí va contreure el xarampió i va morir al castell d'Amboise. El duc d'Orleans va tornar a ser l'hereu presumpte del tron. Els altres fills de la parella reial van morir també a baixa edat.

## Galeria d'imatges

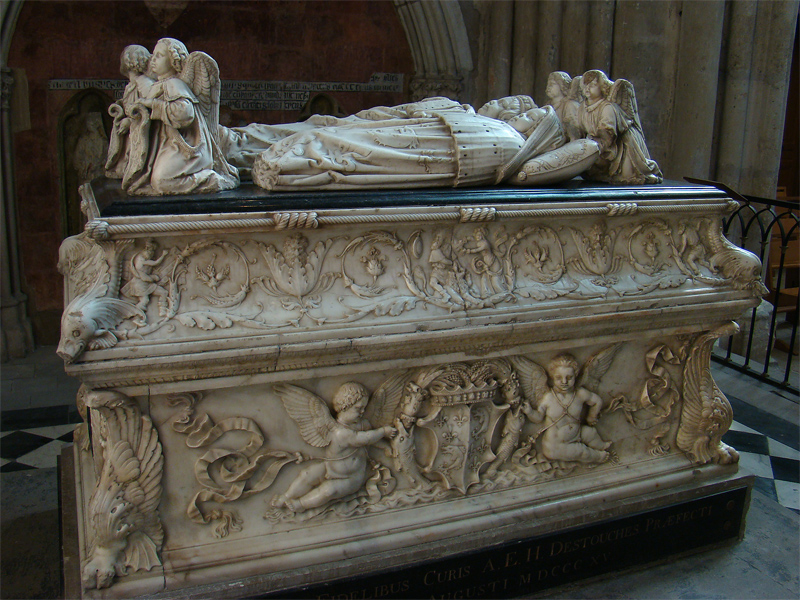
Tomba de Carles-Orland i Carles, a la catedral de Saint-Gatien de Tours